# Manifesto de Oxford
O Manifesto de Oxford, elaborado em abril de 1947 no Wadham College de Oxford por representantes de 19 partidos políticos liberais, liderados por Salvador de Madariaga, é um documento que descreve as princípios políticos básicos da Internacional Liberal.
Cinquenta anos depois, em 1997, a Internacional Liberal retornou a Oxford e publicou um suplemento ao manifesto original, chamado The Liberal Agenda for the 21st century, descrevendo as políticas liberais com mais detalhes. Foi adotado pelo 48º Congresso da Internacional Liberal, que foi realizado de 27 a 30 de novembro de 1997 na Prefeitura de Oxford.
Atualmente entre os países lusófonos, o partido Iniciativa Liberal de Portugal é único membro pleno da Internacional Liberal, sendo o partido Novo do Brasil observador da organização, juntamente com o Partido Pela Paz e o partido Democracia e Desenvolvimento de Moçambique.[carece de fontes?]

## Texto
Nós, liberais de dezenove países reunidos em Oxford em uma época de desordem, pobreza, fome e medo causados por duas Guerras Mundiais;

Convencidos de que esta condição do mundo se deve em grande parte ao abandono dos princípios liberais;

Afirmamos nossa fé nesta Declaração:

I

1. O homem é antes de tudo um ser dotado do poder de pensamento e ação independentes e com a capacidade de distinguir o certo do errado.

2. O respeito pela pessoa humana e pela família é a verdadeira base da sociedade.

3. O Estado é apenas o instrumento da comunidade; não deve assumir nenhum poder que entre em conflito com os direitos fundamentais dos cidadãos e com as condições essenciais para uma vida responsável e criativa, nomeadamente:

Liberdade pessoal, garantida pela independência da administração do direito e da justiça;

Liberdade de culto e liberdade de consciência;

Liberdade de expressão e de imprensa;

Liberdade para associar ou não associar;

Livre escolha de ocupação;

A oportunidade de uma educação completa e variada, de acordo com a capacidade e independentemente do nascimento ou meios;

O direito à propriedade privada da propriedade e o direito de empreender individualmente;

A livre escolha do consumidor e a oportunidade de aproveitar plenamente a produtividade do solo e a indústria do homem;

Segurança contra os riscos de doença, desemprego, invalidez e velhice;

Igualdade de direitos entre homens e mulheres.

4. Esses direitos e condições só podem ser garantidos pela verdadeira democracia. A verdadeira democracia é inseparável da liberdade política e baseia-se no consentimento consciente, livre e esclarecido da maioria, expresso através de um voto livre e secreto, com o devido respeito pelas liberdades e opiniões das minorias.

II

1. A supressão da liberdade econômica deve levar ao desaparecimento da liberdade política. Opomo-nos a essa supressão, seja provocada pela propriedade ou controle do Estado ou por monopólios, cartéis e trustes privados. Admitimos a propriedade do Estado apenas para as empresas que estão fora do âmbito da iniciativa privada ou em que a concorrência já não desempenha o seu papel.

2. O bem-estar da comunidade deve prevalecer e ser resguardado do abuso de poder de interesses seccionais.

3. É essencial uma melhoria contínua das condições de emprego, da habitação e do ambiente dos trabalhadores. Os direitos, deveres e interesses do trabalho e do capital são complementares; a consulta organizada e a colaboração entre empregadores e empregados são vitais para o bem-estar da indústria.

III

O serviço é o complemento necessário da liberdade e todo direito envolve um dever correspondente. Para que as instituições livres funcionem com eficácia, todo cidadão deve ter um senso de responsabilidade moral para com seus semelhantes e participar ativamente dos assuntos da comunidade.

IV

A guerra pode ser abolida e a paz mundial e a prosperidade econômica restauradas somente se todas as nações cumprirem as seguintes condições:

a) Adesão leal a uma organização mundial de todas as nações, grandes e pequenas, sob a mesma lei e equidade, e com poder para impor a estrita observância de todas as obrigações internacionais livremente assumidas;

b) Respeito pelo direito de cada nação de gozar das liberdades humanas essenciais;

c) Respeito pela língua, fé, leis e costumes das minorias nacionais;

d) A livre troca de idéias, notícias, bens e serviços entre nações, bem como a liberdade de viajar dentro e entre todos os países, sem censura, barreiras comerciais protetoras e regulamentos de câmbio;

e) O desenvolvimento das regiões atrasadas do mundo, com a colaboração de seus habitantes, em seus verdadeiros interesses e no interesse do mundo em geral.

Apelamos a todos os homens e mulheres que estão de acordo com esses ideais e princípios para se juntarem a nós em um esforço para ganhar sua aceitação em todo o mundo.